# Epigraphik

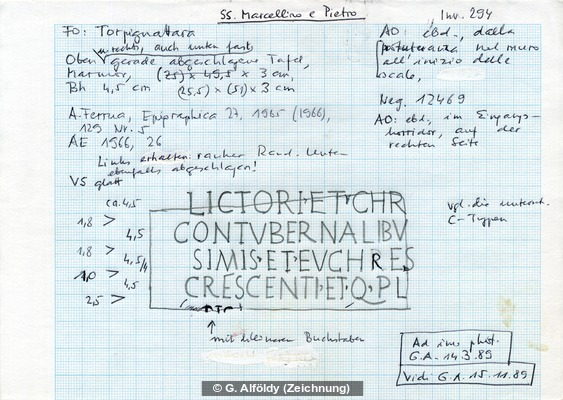
Abzeichnung des Fragments einer Grabinschrift aus Rom durch den Epigraphiker Géza Alföldy aus dem Jahr 1989, mit vorsichtigen Ergänzungen abgebrochener Buchstaben sowie Notizen zu den Ausmaßen und dem Aufbewahrungsort

Die Epigraphik bzw. Epigrafik (Inschriftenkunde, von altgriechisch ἐπιγραφή epigraphē „Inschrift, Aufschrift“) ist eine historische Hilfswissenschaft. Sie befasst sich mit Inschriften bzw. Aufschriften auf verschiedenen Materialien wie Holz, Stein, Glas, Marmor, Metall, Leder und anderen. Epigraphik ist insbesondere für die Alte Geschichte von Bedeutung.

## Geschichte der Epigraphik

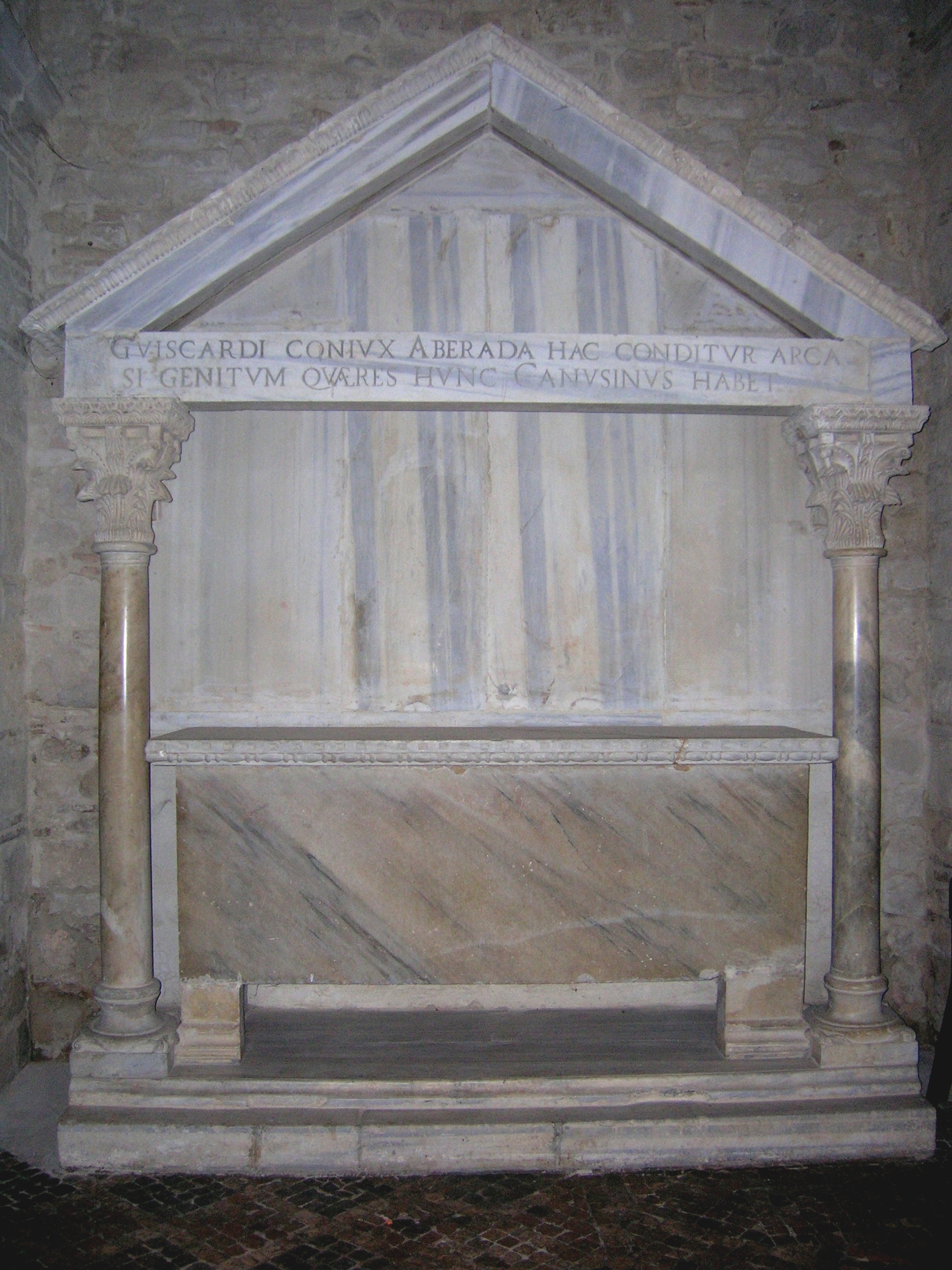
Grabmal der Alberada von Buonalbergo in Venosa, Ende 11. Jahrhundert

Die Wissenschaft der Epigraphik entwickelte sich seit dem 16. Jahrhundert. Die Grundlagen der Epigraphik variieren je nach Schriftkultur. Die Wissenschaft in Europa konzentrierte sich zunächst auf die lateinischen Inschriften. Im 19. Jahrhundert wurde in Berlin die größte Sammlung lateinischer und griechischer Inschriften begründet.
Eine der wichtigsten Institutionen, die sich in Deutschland mit antiken Inschriften beschäftigt, ist die in München angesiedelte Kommission für Alte Geschichte und Epigraphik des Deutschen Archäologischen Instituts. Das Kanadische Zentrum für epigraphische Dokumente zählt zu den größten seiner Art in Amerika. Gelehrte, die zur Entwicklung der Disziplin beigetragen haben, finden sich in der Liste bekannter Epigraphiker. Mit der Aufarbeitung der Inschriften aus Mittelalter und Neuzeit beschäftigt sich in Deutschland und Österreich das Publikationsunternehmen Die Deutschen Inschriften. In München dient das Epigraphische Forschungs- und Dokumentationszentrum als zentrale Anlaufstelle für Fragen der Epigraphik des Mittelalters und der Frühen Neuzeit in ganz Europa.

## Antike Inschriften

Inschrift der Trajanssäule

Da solche Inschriften haltbarer sind als Dokumente auf gewöhnlichen Schreibmaterialien wie Papier oder Pergament, sind epigraphische Quellen oft die einzigen Mittel, um zeitgenössische schriftliche Informationen über untergegangene Kulturen zu erhalten.
Um das Ausmaß, in dem Inschriften gesetzt wurden, sowie die jeweils üblichen Anlässe und Inhalte zu bezeichnen, sprechen Althistoriker im Anschluss an Ramsay MacMullen meist vom epigraphic habit („epigraphische Gewohnheit“) einer bestimmten Zeit. Die ältesten altgriechischen Inschriften stammen aus dem späten 8. Jahrhundert v. Chr., ab dem Hellenismus werden sie deutlich häufiger. Die lateinische Epigraphik befasst sich mit allen überlieferten lateinischen Schriftzeugnissen aus römischer Zeit. Insgesamt lässt sich in der Antike beobachten, dass Zahl und Qualität der überlieferten epigraphischen Zeugnisse seit Kaiser Augustus stark zunehmen, im 2. Jahrhundert einen Höhepunkt erreichen und etwa nach dem Jahr 260 rapide abnehmen (nach Ansicht mancher Forscher ist dies aber damit zu erklären, dass nun verstärkt auf vergängliche Materialien geschrieben worden sei). Dennoch wurden auch in der Spätantike noch griechische und lateinische Inschriften gesetzt – im Westen des Mittelmeerraumes bis ins 6. Jahrhundert, in Ostrom sogar noch einige Jahrzehnte länger. Als „Endpunkt“ der lateinischen Epigraphik gilt herkömmlicherweise meist das Ende des Westgotenreiches 711, doch wenngleich die Tradition der weltlichen Epigraphik danach für einige Zeit fast ganz erlosch, wurden auch im Mittelalter vor allem im religiösen Kontext weiterhin Texte graviert – nicht zuletzt natürlich Grabinschriften.
Vieles ging allerdings bereits im Altertum verloren. Ein Großteil der antiken Inschriften wurde in Marmor graviert, der später oft zu Kalk gebrannt wurde (dies geschieht in abgelegenen Regionen zum Teil noch heute); andere Inschriften, wie die Bleirohrinschriften und viele Dekrete und Gesetze, also staatliche oder öffentlich-rechtliche Zeugnisse, wurden (vor allem westlich der Adria) auf Metall (Bronze) angebracht, das oft eingeschmolzen wurde. Privatrechtliche Inschriften fanden sich sehr häufig auf vergänglichem Material wie Holz (Wachstäfelchen). Soweit durableres Material wie Stein verwendet wurde, drohte auch ihm anderweitige Wiederverwendung. Dadurch ist der allergrößte Teil der ursprünglich vorhandenen Inschriften im Laufe der Jahrhunderte verloren gegangen. Erhalten ist nur noch ein winziger, noch dazu völlig zufälliger Ausschnitt; trotz alledem beläuft sich die Zahl der heute bekannten und publizierten antiken Inschriften immerhin noch auf mindestens 600.000, davon etwa 150.000 auf Griechisch und 250.000 auf Latein, der Rest in anderen Sprachen (Trout 2009). Jährlich kommen Neufunde hinzu; laut dem renommierten deutschen Epigraphiker Klaus Hallof dürfte die Gesamtzahl der erhaltenen antiken Inschriften bei mehr als 1.000.000 liegen.

## Aufteilung der Inschriften
Im Laufe der Zeit entwickelten sich die einzelnen Zweige der Wissenschaft, die der Aufteilung der Inschriften nach verschiedenen Charakteristika entsprechen:

### Aufteilung nach Sprachen
- sumerisch

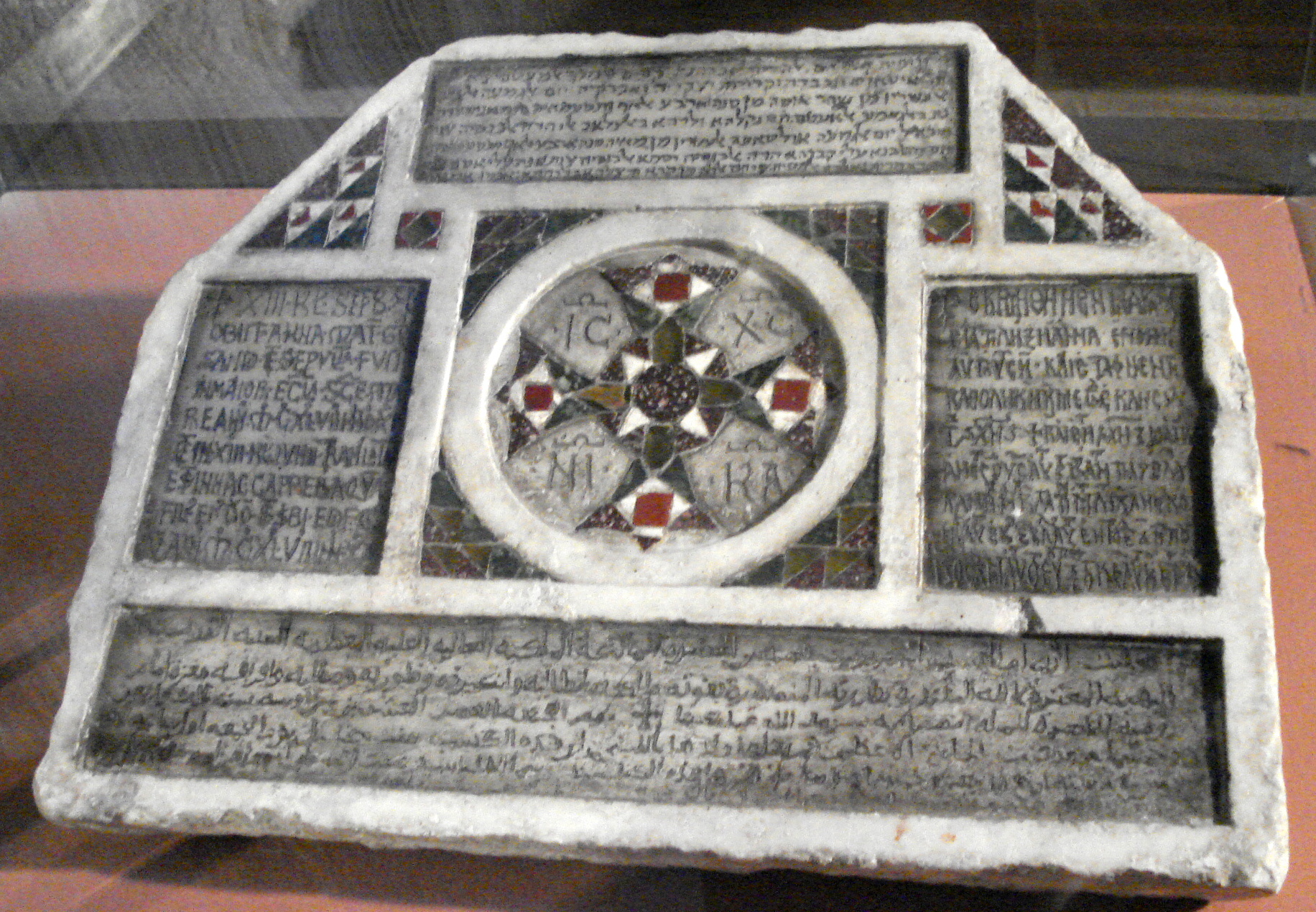
Mehrsprachige Grabplatte in Palermo, 1148

- akkadisch (inkl. babylonische und assyrische Dialekte)
- elamisch
- ägyptisch
- hethitisch
- luwisch
- urartäisch
- phönizisch
- aramäisch und hebräisch
- arabisch
- griechisch
- lateinisch
- etruskisch

### Aufteilung nach Inschriftenträger
- aus Stein sind die meisten und besterhaltenen lateinischen und griechischen Inschriften ausgearbeitet. Die Inschriften auf Stein können eine einfache Tafel, mit oder ohne zusätzlicher Dekoration, eine Herme, Statuenbasis, Grabstele und Ähnliches darstellen.
- aus Holz sind die Inschriftenträger selten erhalten.
- aus Metall wurden oft Militärdiplome hergestellt.
- aus Ton – Inschriften sind oft auf Scherben (Ostrakon) oder Tontafeln zu finden.

### Aufteilung nach Inhalt und Funktion

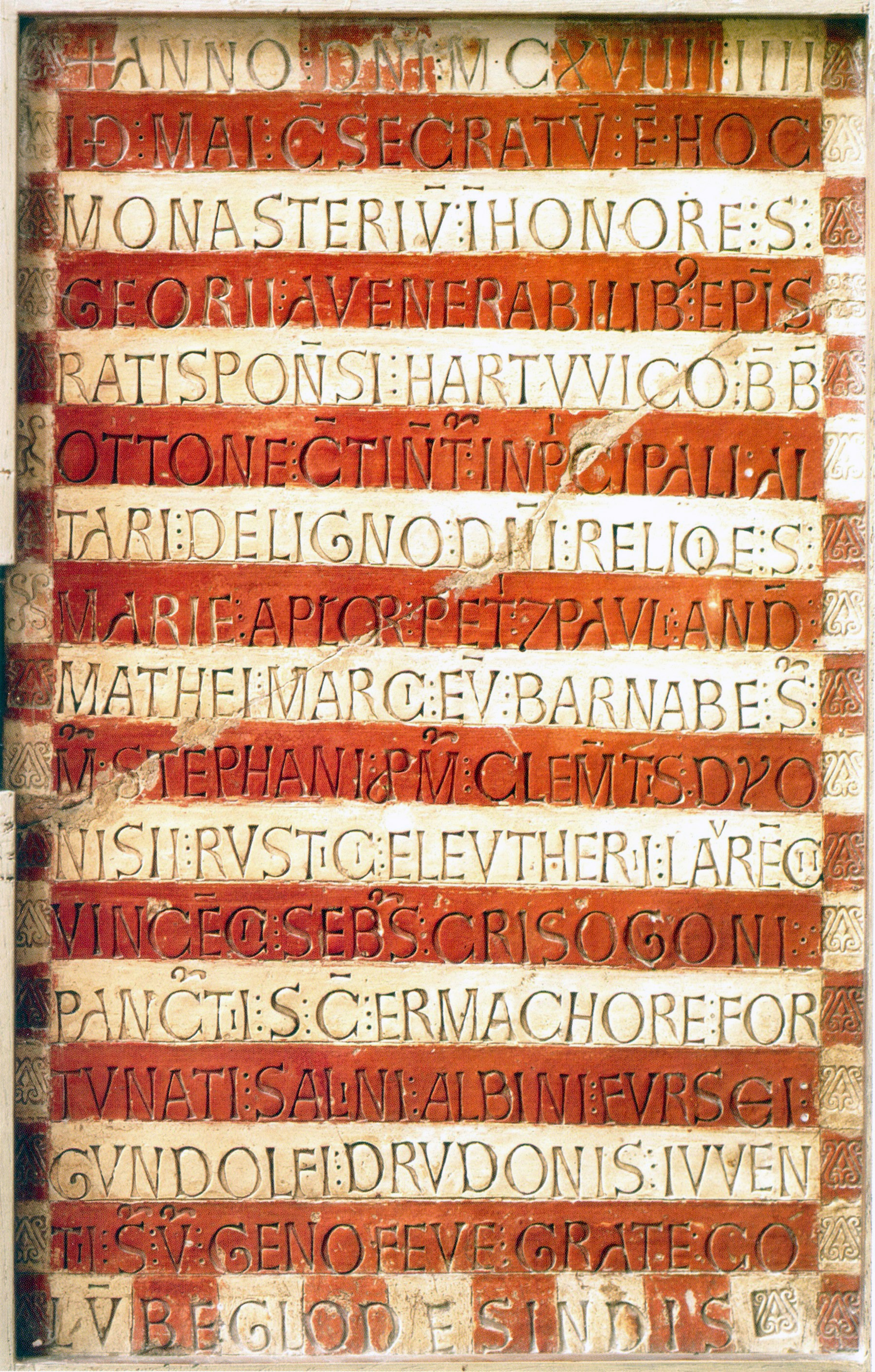
Prüfeninger Weiheinschrift zur Kirchweihe des Klosters Prüfening in Regensburg

Man unterscheidet verschiedene Inschriftengattungen, die unterschiedliche Funktionen erfüllen:
- Weihinschrift: ist zum Dank an eine Gottheit gerichtet und beruht auf einer Art Pakt zwischen dem Auftraggeber der Inschrift und der Gottheit („Wenn Gottheit X eine bestimmte Tat für Person Y vollbringt, gelobt Person Y der Gottheit zum Dank eine Inschrift“). Nach dem lateinischen Ausdruck für „Gelübde“, votum, nennt man diese Texte auch Votivinschriften. In diesem Zusammenhang taucht auf antiken lateinischen Inschriften oft die Abkürzung VSLM auf, die bedeutet votum solvit libens merito: „Das Gelübde [wurde] gerne und aus freiem Willen erfüllt“.
- Ehreninschrift: auf einer „Ehrung“, zum Beispiel einer Statue, einem Altar oder einem anderen Monument, angebracht. Die Inschrift selbst ist in der Regel nicht die Ehrung, sondern nur eine Erläuterung.
- Grabinschrift: ist auf einem Grab angebracht. Sie könnte ein Epitaph oder eine Grabstele sein.
- Bauinschriften: werden auf Gebäuden, Monumenten, öffentlichen Bauwerken, aber auch auf Architekturteilen, auf römischen Wasserrohren („Bleirohrinschriften“) oder auf Meilensteinen angebracht; Meistens wird der Bauherr in Erinnerung gerufen. (In dem Artikel Hausinschrift werden die verschiedenen Inschriften-Arten an neuzeitlichen Häusern genauer unterschieden.)
- Kleininschrift: alles, was nicht in die obigen Kategorien passt (zum Beispiel Militärdiplom, Name auf Keramikschüsseln, Ostraka).

Die Übergänge zwischen den Inschriftengattungen sind fließend. So kann etwa eine Bauinschrift auch gleichzeitig eine Ehreninschrift darstellen, wenn das beschriftete Gebäude eine Ehrung für eine Person darstellt.

### Geographische Aufteilung. Fundort und Kontext

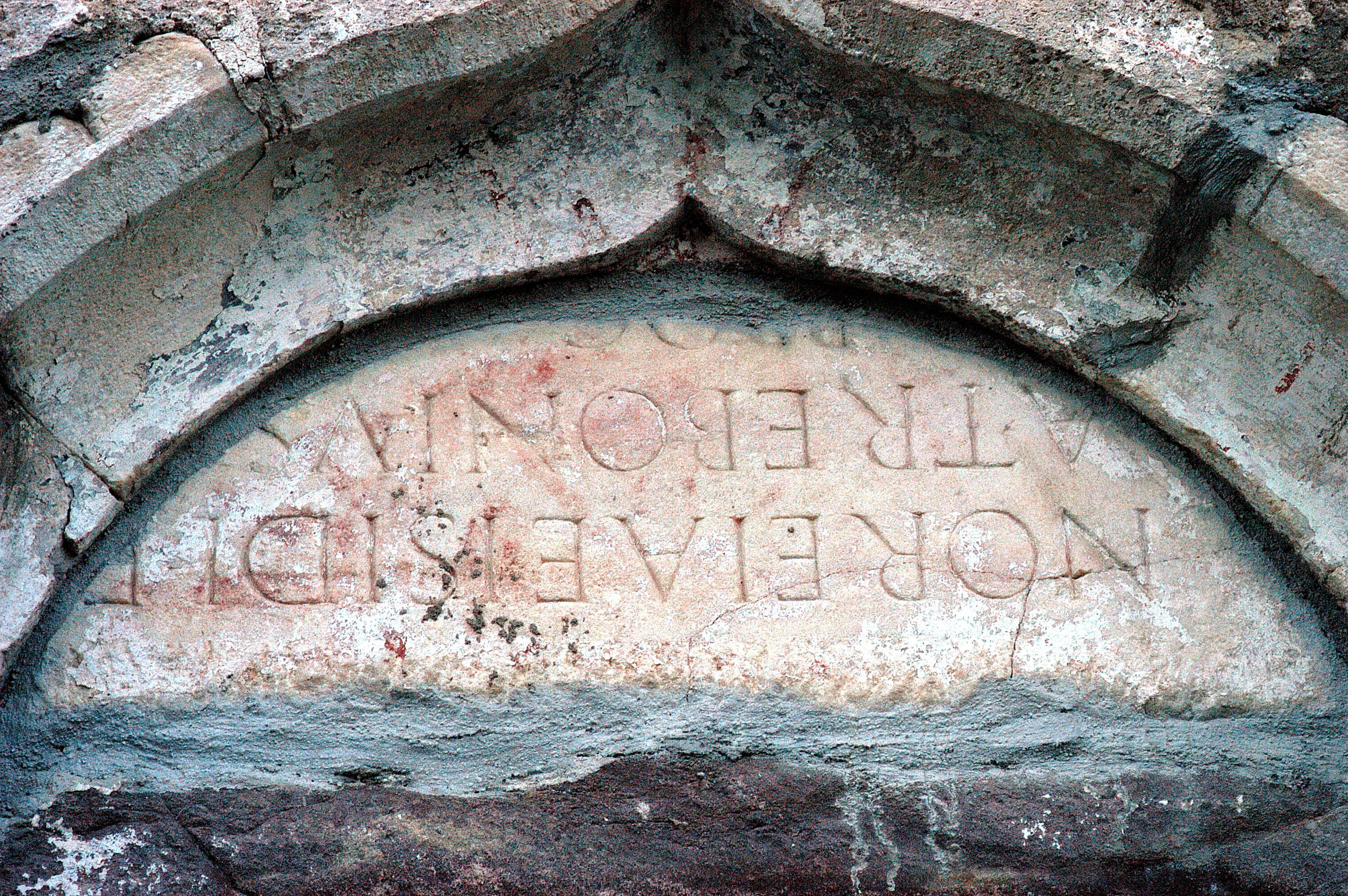
Weihestein für die Göttin Noreia aus dem 1. Jahrhundert n. Chr., der im späten Mittelalter als Baumaterial für die Kirche auf dem Ulrichsberg (Kärnten) genutzt („sekundär verwendet“) wurde

In den meisten Corpora werden die Inschriften nach deren Fundort organisiert. Die Analyse einer Gruppe von Inschriften erfolgt meistens auch nach deren geographischen Verteilung.
Der Aufstellungsort ist ein anderer sehr wichtiger Aspekt bei der Inschriftenforschung. Die Position oder der Ort der Inschriften hängt stark von ihrem Zweck oder Absicht ab. Wenn sie einen direkten Bezug zu den Skulpturen, Reliefs oder Malereien, mit denen sie verbunden sind, haben, bilden sie oft eine Art Muster, die Hintergrund- oder Leerräume zwischen den Figuren füllen; aber manchmal, vor allem in Mesopotamien werden Inschriften an Statuen oder Reliefs quer durch die Figuren ohne jede Rücksicht auf die künstlerische Wirkung angebracht. In spätgriechischer oder römischer Zeit ist es üblich, die Inschrift im Zusammenhang mit der Statue oder dem Relief zu bringen, auf der/dem sie angebracht ist. Kurze Inschriften wie Widmungen oder Künstlersignaturen werden oft in irgendeiner unauffälligen Stelle des Kunstwerks angebracht. Bei den bemalten Vasen sind die Inschriften in Bezug auf das Thema in der Regel bemalt worden, Widmungen und andere Inschriften sind oft eingeschnitten, nachdem die Vase gebrannt wurde.

## Methode

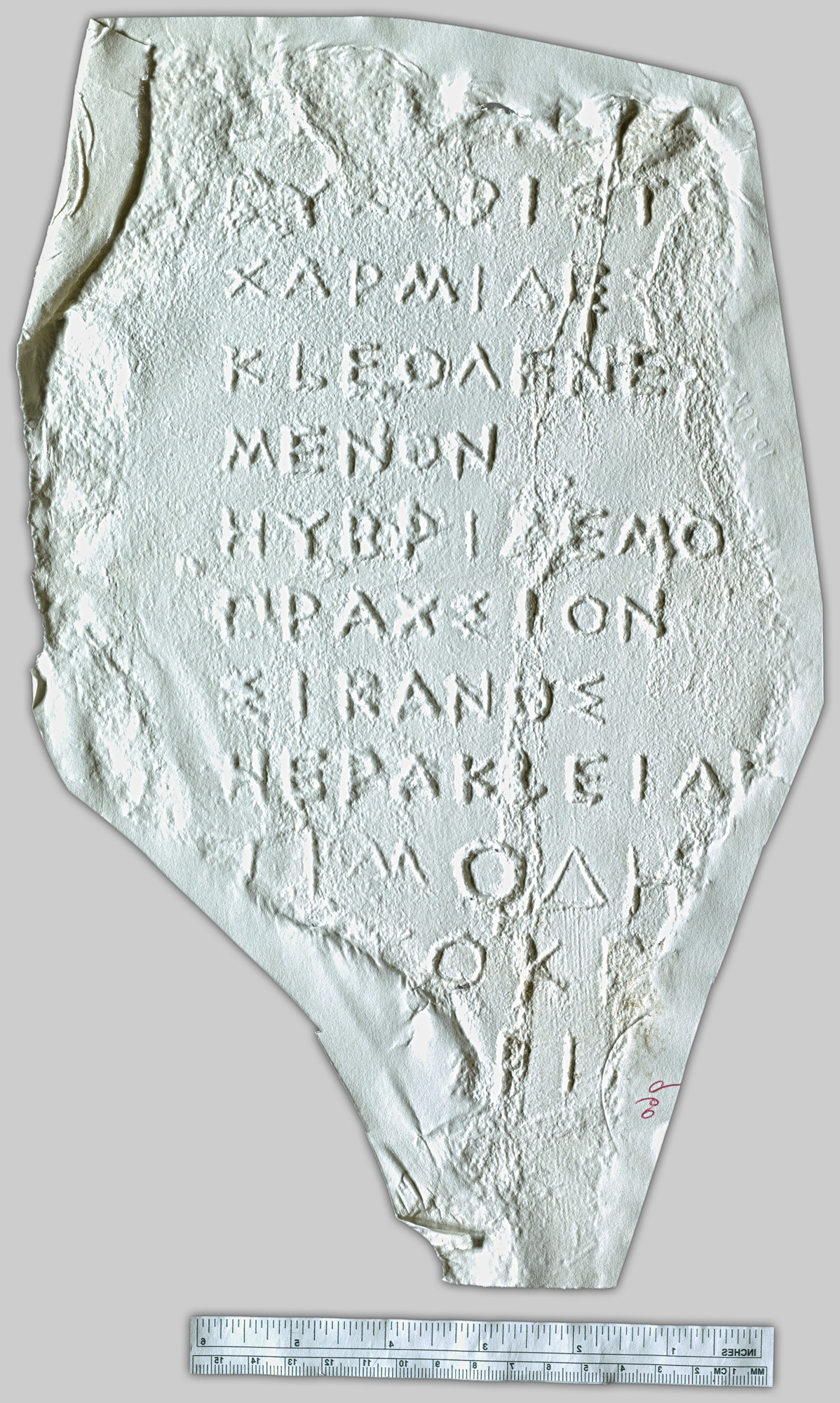
Abklatsch einer athenischen Gefallenenliste aus dem 5. Jahrhundert v. Chr.

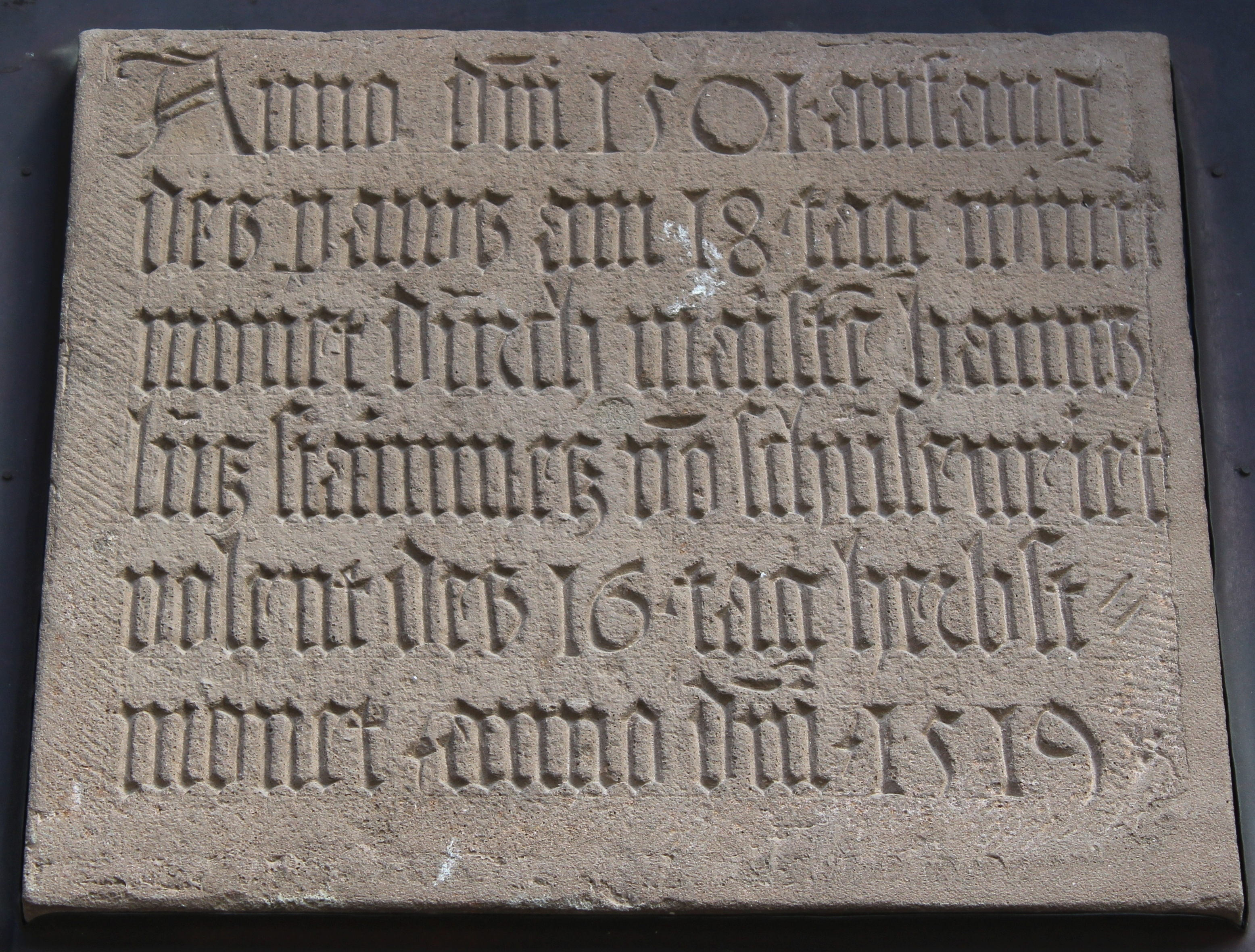
Bauinschrift des beginnenden 16. Jahrhunderts an der Dompfarrkirche Bozen

Einen erheblichen Teil der Epigraphik bildet die Untersuchung und Publikation neu aufgefundener oder unpublizierter Inschriften. Dies geschieht durch genaue Analyse und Prüfung der möglichen Lesungen am Inschriftenträger, aber im Falle von Steininschriften auch durch die Erstellung von Abklatschen. Bei dieser Methode wird angefeuchtetes Papier (in einigen Fällen auch Flüssiglatex) auf den Stein aufgetragen, sodass es die Form der Einmeißelung annimmt. Auf einem Abklatsch sind viele Inschriften häufig besser zu erkennen, da das Papier eine einheitliche Farbe hat und darüber hinaus gegen das Licht gehalten werden kann. Seit dem 20. Jahrhundert ist die Fotografie ein weiterer wichtiger Bestandteil der Untersuchung von Inschriften. Besonders wenn die Inschrift schräg von der Seite beleuchtet wird, treten auch kleine Einmeißelungen als Schatten deutlicher hervor und sind damit besser erkennbar. Für die Publikation von Inschriften – häufig in der Form von Korpora oder Aufsätzen in Fachzeitschriften – hat sich seit den 1930er Jahren das Leidener Klammersystem eingebürgert, mit dem eindeutig gekennzeichnet werden kann, welche Buchstaben und Zeichen auf dem Inschriftenträger noch erkennbar sind und welche nur im Nachhinein noch erschlossen werden können.
Für die umfassende Analyse von epigraphischen Quellen ist stets außer dem vorliegenden Text auch der Entstehungs- und Anbringungskontext zu berücksichtigen. Viele Schlussfolgerungen können aus dem Material (Qualität, Herkunft, Kostbarkeit, Wirkung), der Form und Dekoration der Inschrift, den verwendeten Techniken sowie den genutzten Schriftarten und Symbolen gezogen werden. In diesem Zusammenhang ist besonders die Paläographie von besonderer Bedeutung, die aufgrund der Buchstabenformen häufig eine Datierung, aber auch Informationen etwa zum Hersteller oder dem ursprünglich vorgesehenen Leserkreis der Inschrift ermöglicht. Ein weiterer Aspekt der Epigraphik ist die Ermittlung und Analyse des Fundkontextes und des möglichen ursprünglichen Anbringungskontextes des Inschriftenträgers, die sich häufig auf die Auswertung archäologischer Befunde stützt.
Zu den Fragen, die die Epigraphik hinsichtlich der untersuchten Inschriften zu beantworten versucht, gehören:
- Wo ist die Inschrift aufgestellt worden? (Standort)
- Wer hat die Inschrift in Auftrag gegeben? (Sender der Botschaft)
- An wen war die Inschrift gerichtet? (Intendierter Empfänger der Botschaft)
- Aus welchen Gründen ist die Inschrift/der Schriftträger entstanden? (Anlass/Kontext)

## Inschriften-Corpora

### Iranische Epigraphik
- Behistun-Inschrift (DB)
- Corpus Inscriptionum Iranicarum (C. I. I.)
- Naqsch-e Rostam (DN, XN)
- Palastinschriften von Persepolis (DP, XP) und Susa
- Verwaltungsarchive von Persepolis (PF und PT)

### Elamische Epigraphik
- Friedrich Wilhelm König: Die elamischen Königsinschriften (=Archiv für Orientforschung. Beiheft 16). Archiv für Orientforschung, Graz 1965 (EKI).

### Etruskische Epigraphik
- Corpus Inscriptionum Etruscarum (CIE), 1863-…

### Griechische Epigraphik
- Corpus Inscriptionum Graecarum (CIG), Böckh A. e Niebhur B.G., 1825–1859, Indexband 1877
- Inscriptiones Graecae (IG), 1873–…
- Tituli Asiae Minoris (TAM), 1901–…
- Inschriften griechischer Städte aus Kleinasien (IK), 1972–…

### Lateinische Epigraphik
- Corpus Inscriptionum Latinarum (CIL), 1863-…
- Carmina Latina Epigraphica (CLE)
- Inscriptiones Latinae selectae (ILS)
- L’Année épigraphique (AE)
- Inscriptiones Regni Neapolitani Latinae (IRNL)
- Inscriptiones Italiae (II)
- Die Deutschen Inschriften, 1942-… (89 Bände bis 2013).
- Inscriptiones Christianae Urbis Romae septimo saeculo antiquiores (ICUR)
- Inscriptiones Christianae Italiae seprimo saeculo antiquiores (ICI)
- Inscriptiones Latinae Christianae Veteres (ILCV)
- Corpus des inscriptions de la France médiévale
- Inscriptiones Medii Aevi Italiae (saecula VI-XII) (IMAI)

### Semitische Epigraphik
- Corpus Inscriptionum Semiticarum (CIS), Paris, Imprimerie Nationale, 1862–1962.

### Gesamtüberblicke
- Gerhard Alois Pfohl: Epigraphik, Epigrammatik. In: Fachprosa – Grenzüberschreitungen. Band 10, 2014, S. 19–35.

### Epigraphik der Antike allgemein
- François Bérard: Guide de l’épigraphiste. 4. Auflage. Presses de l’École Normale Supérieure, Paris 2010, ISBN 978-2-7288-0443-6 (Nachträge online).
- John Bodel (Hrsg.): Epigraphic evidence. Ancient history from inscriptions. Routledge, London 2001, ISBN 0-415-11623-6.
- Alison E. Cooley: The afterlife of inscriptions. Reusing, rediscovering, reinventing & revitalizing ancient inscriptions. Institute of Classical Studies. London 2000, ISBN 0-900587-86-5.
- Armin Eich (Hrsg.): Inschriften edieren und kommentieren. De Gruyter, Berlin/Boston 2022.
- Wolfgang Kunkel: Epigraphik und Geschichte des römischen Privatrechts. In: Akten des VI. Internationalen Kongresses für Griechische und Lateinische Epigraphik. München 1972/73, S. 193–242.
- Louis Robert: Die Epigraphik der klassischen Welt. Habelt, Bonn 1970.

### Griechische Epigraphik der Antike
- Günther Klaffenbach: Griechische Epigraphik. 2. Auflage. Vandenhoeck & Ruprecht, Göttingen 1966.
- Bradley Hudson McLean: An introduction to Greek epigraphy of the Hellenistic and Roman periods from Alexander the Great down to the reign of Constantine 323 B.C.–A.D. 337. University of Michigan Press, Ann Arbor 2002.
- Gerhard Pfohl (Hrsg.): Das Studium der griechischen Epigraphik. Eine Einführung. Wissenschaftliche Buchgesellschaft, Darmstadt 1977, ISBN 3-534-04340-5.
- Arthur Woodhead: The study of Greek inscriptions. 2. Auflage. Cambridge University Press, Cambridge 1981.

### Lateinische Epigraphik der Antike
- Géza Alföldy: Die epigraphische Kultur der Römer. Franz Steiner Verlag, Stuttgart 2018, ISBN 978-3-515-12236-8.
- Knud P. Almar: Inscriptiones Latinae. Eine illustrierte Einführung in die lateinische Epigraphik. Odense University Press, Odense 1990, ISBN 87-7492-701-9.
- Christer Bruun, Jonathan Edmondson (Hrsg.): The Oxford Handbook of Roman Epigraphy. Oxford University Press, Oxford 2015, ISBN 978-0-19-533646-7.
- Alison E. Cooley (Hrsg.): The Cambridge Manual of Latin Epigraphy. Cambridge University Press, Cambridge 2012, ISBN 0-521-54954-X
- Werner Eck: Lateinische Epigraphik. In: Fritz Graf (Hrsg.): Einleitung in die lateinische Philologie. Teubner, Stuttgart/Leipzig 1997, ISBN 978-3-598-77434-8, S. 92–111.
- Jean-Marie Lassère:  Manuel d’épigraphie romaine. 2 Bände. 3. Auflage. Picard, Paris 2011 (auch griechische Inschriften der römischen Zeit).
- Ramsay MacMullen: The Epigraphic Habit in the Roman Empire. In: American Journal of Philology 103, 1982, S. 233–246 (grundlegender Aufsatz).
- Manfred G. Schmidt: Einführung in die lateinische Epigraphik. 3. Auflage. Wiss. Buchgesellschaft, Darmstadt 2015, ISBN 3-534-26755-9.
- Dennis Trout: Inscribing Identity. The Latin Epigraphic Habit in Late Antiquity. In: Philip Rousseau (Hrsg.): A companion to Late Antiquity. Wiley-Blackwell, London 2009, ISBN 978-1-4051-1980-1, S. 170–186.

### Epigraphik des Mittelalters und der Neuzeit
- Rudolf M. Kloos: Einführung in die Epigraphik des Mittelalters und der frühen Neuzeit. 2. Auflage. Wissenschaftliche Buchgesellschaft, Darmstadt 1992, ISBN 3-534-06432-1.
- Renate Neumüllers-Klauser (Hrsg.): Vom Quellenwert der Inschriften. Winter, Heidelberg 1992, ISBN 3-533-04539-0.
- Walter Koch: Inschriftenpaläographie des abendländischen Mittelalters und der früheren Neuzeit, Bd. 1: Früh- und Hochmittelalter, Wien 2007, ISBN 978-3-486-58189-8 (Oldenbourg Historische Hilfswissenschaften).
- Walter Koch: Literaturbericht zur mittelalterlichen und neuzeitlichen Epigraphik (1985–1991). Hahn, Hannover 1994, ISBN 3-88612-114-3 (Monumenta Germaniae Historica, Hilfsmittel, 14).
- Franz-A. Bornschlegel, Maria Glaser und Walter Koch: Literaturbericht zur mittelalterlichen und neuzeitlichen Epigraphik (1992–1997). Hahn, Hannover 2000, ISBN 3-7752-1126-8 (Monumenta Germaniae Historica, Hilfsmittel, 19).
- Franz A. Bornschlegel und Walter Koch: Literaturbericht zur mittelalterlichen und neuzeitlichen Epigraphik (1998–2002). Hahn, Hannover 2005, ISBN 3-7752-1129-2 (Monumenta Germaniae Historica, Hilfsmittel, 22).

### Epigraphik in Arabien
- Heinz Gaube: Epigraphik. In: Wolfdietrich Fischer (Hrsg.): Grundriß der arabischen Philologie. Band 1: Sprachwissenschaft. Reichert, Wiesbaden 1982, ISBN 3-88226-144-7, S. 211–225.

### Zeitschriften
- Chiron. Mitteilungen der Kommission für Alte Geschichte und Epigraphik des Deutschen Archäologischen Instituts. München 1971ff.
- Epigraphica Anatolica. ISSN 0174-6545 Köln 1983ff.
- Gephyra. Zeitschrift für Geschichte und Kultur der Antike auf dem Gebiet der heutigen Türkei. Istanbul 2004ff.
- Tyche. Beiträge zur alten Geschichte, Papyrologie und Epigraphik. Wien 1986ff.
- Zeitschrift für Papyrologie und Epigraphik. Köln 1967ff.
- Archiv für Epigraphik. Leipzig 2021ff.

### Schriftenreihen
- Asia-Minor-Studien. Habelt, Bonn 1990 ff.
- Heidelberger althistorische Beiträge und epigraphische Studien. Steiner, Stuttgart 1986 ff.
- Subsidia epigraphica. Quellen und Abhandlungen zur griechischen Epigraphik. Olms, Hildesheim 1972 ff.